# Huizinghe De Loet
Huizinghe De Loet is een patriciërswoning aan de Peperstraat in 's-Hertogenbosch en is een rijksmonument.

## Herkomst van de naam
De naam van het huis, De Loet of Mette De Loet, zou wijzen op een uithangbord met de afbeelding van een loet of een loet in natura die als herkenningsteken aan de muur was bevestigd. Een "loet" of "loete" is de naam voor verschillende werktuigen waarmee men schept of krabt. Echter, volgens de huidige bewoner, Clemens van der Ven, heeft hij de naam van het huis bedacht en is het een verwijzing naar de oudste bewoonster van het huis: Mechtelt van Loet.

## Geschiedenis
De geschiedenis van de bewoning van het huis gaat terug tot in de middeleeuwen en is een van de beste gedocumenteerde huizen van Nederland. Het huis werd door de eeuwen heen door verschillende families bewoond. 
Het huidige huis werd opgetrokken tussen 1832 en 1842 in opdracht van Jacob de Bergh. Waarschijnlijk was het nieuwe huis ontworpen door de architect Henri Partoes. In 1930 werd De Loet door Lodewijk de Gruyter aangeschaft en in 1972 kwam het in bezit van Clemens van der Ven.

## Theehuis
Achter in de tuin van Huizinghe De Loet bevindt zich een achttiende-eeuws theehuis. Boven op het balkon van het huisje werd er muziek gespeeld zonder dat te toehoorders in de tuin de muzikanten konden zien. Het tuinhuis werd in 1930 in overeenstemming gebracht met de nieuwe achtergevel van het huis.

## Galerij

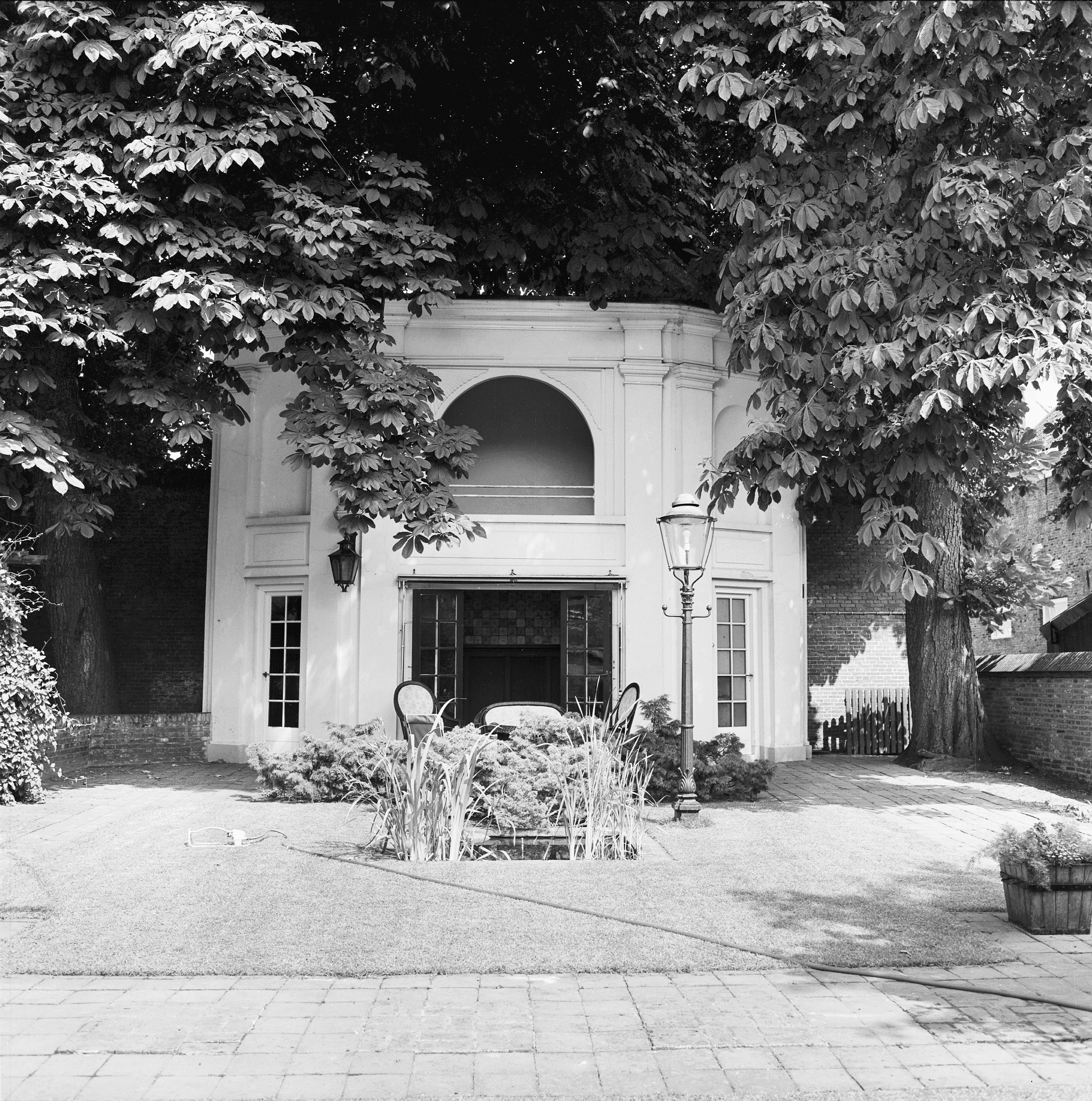
Een foto uit 1969 van het theehuisje
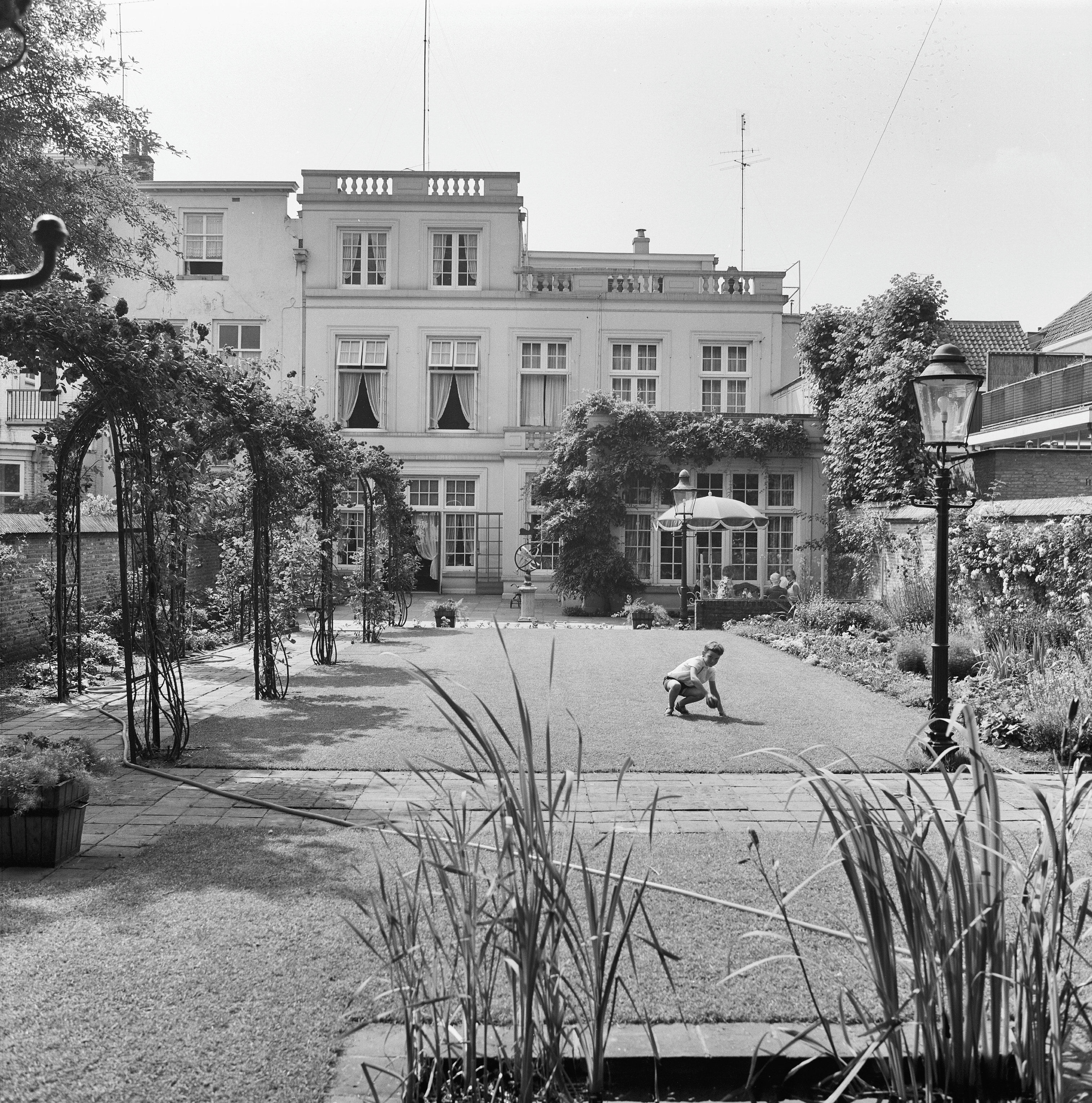
De achterzijde van het huis